# Lannea discolor
Lannea discolor là một loài thực vật có hoa trong họ Đào lộn hột. Loài này được (Sond.) Engl. mô tả khoa học đầu tiên năm 1897.

## Hình ảnh

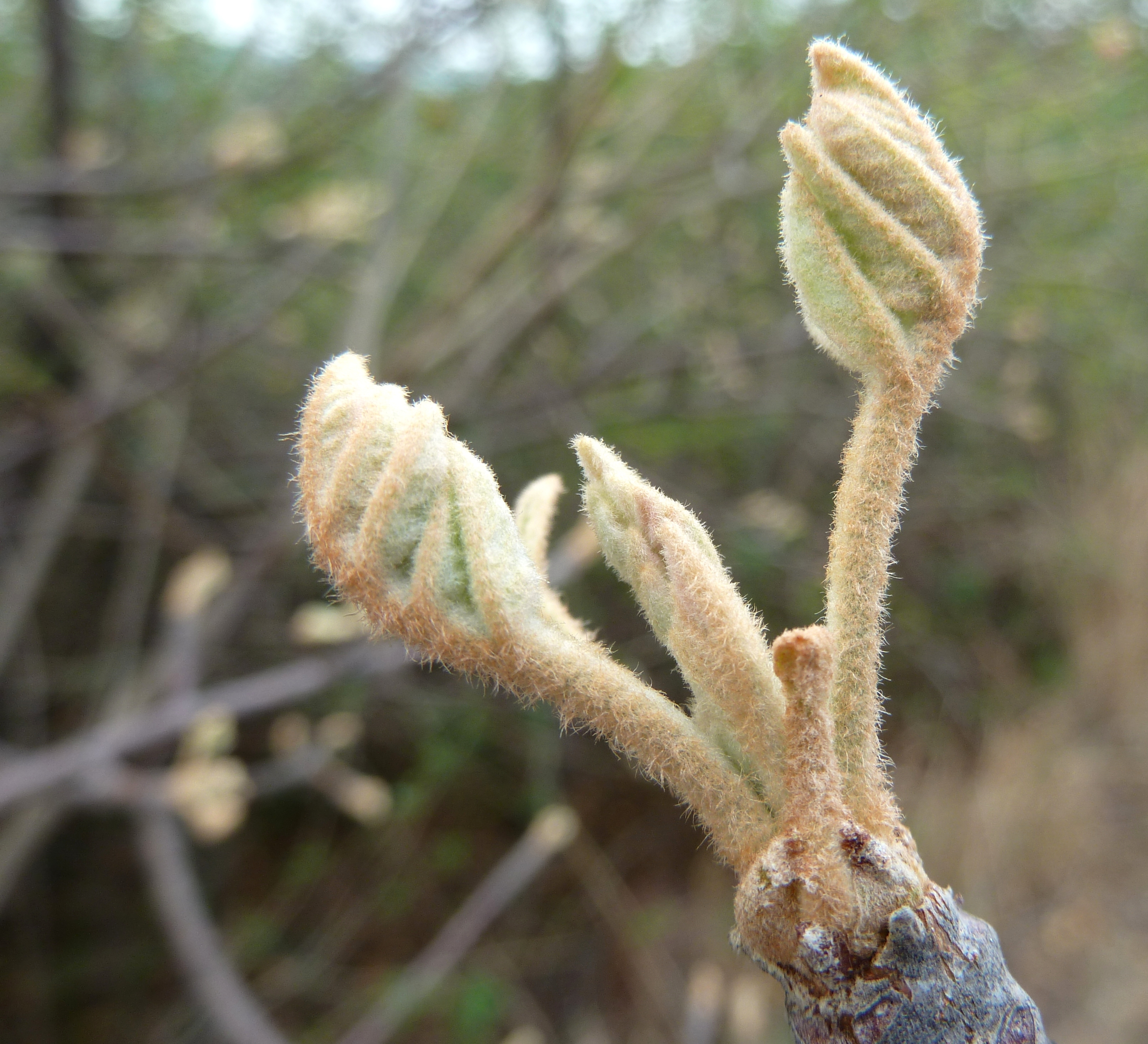
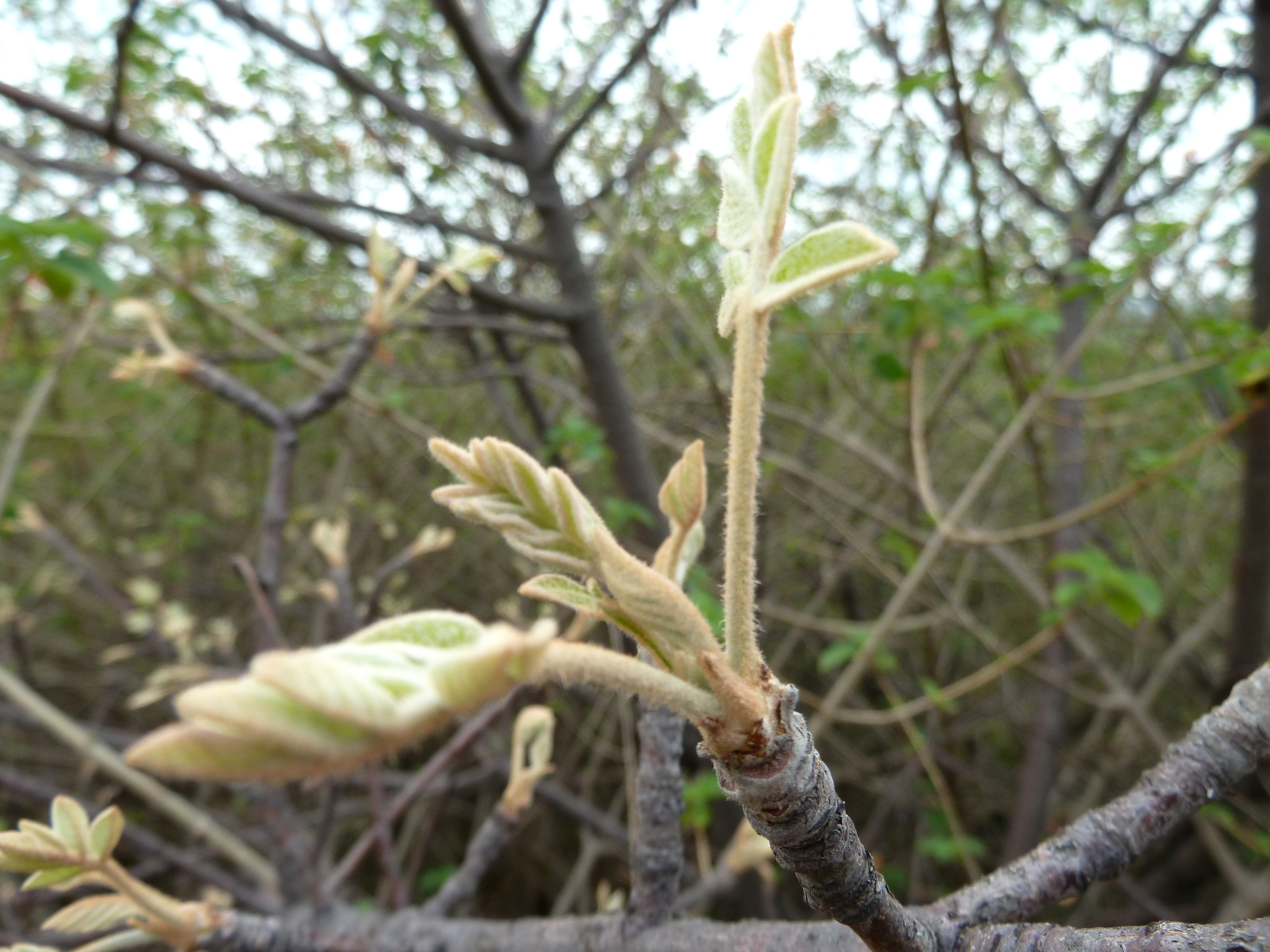
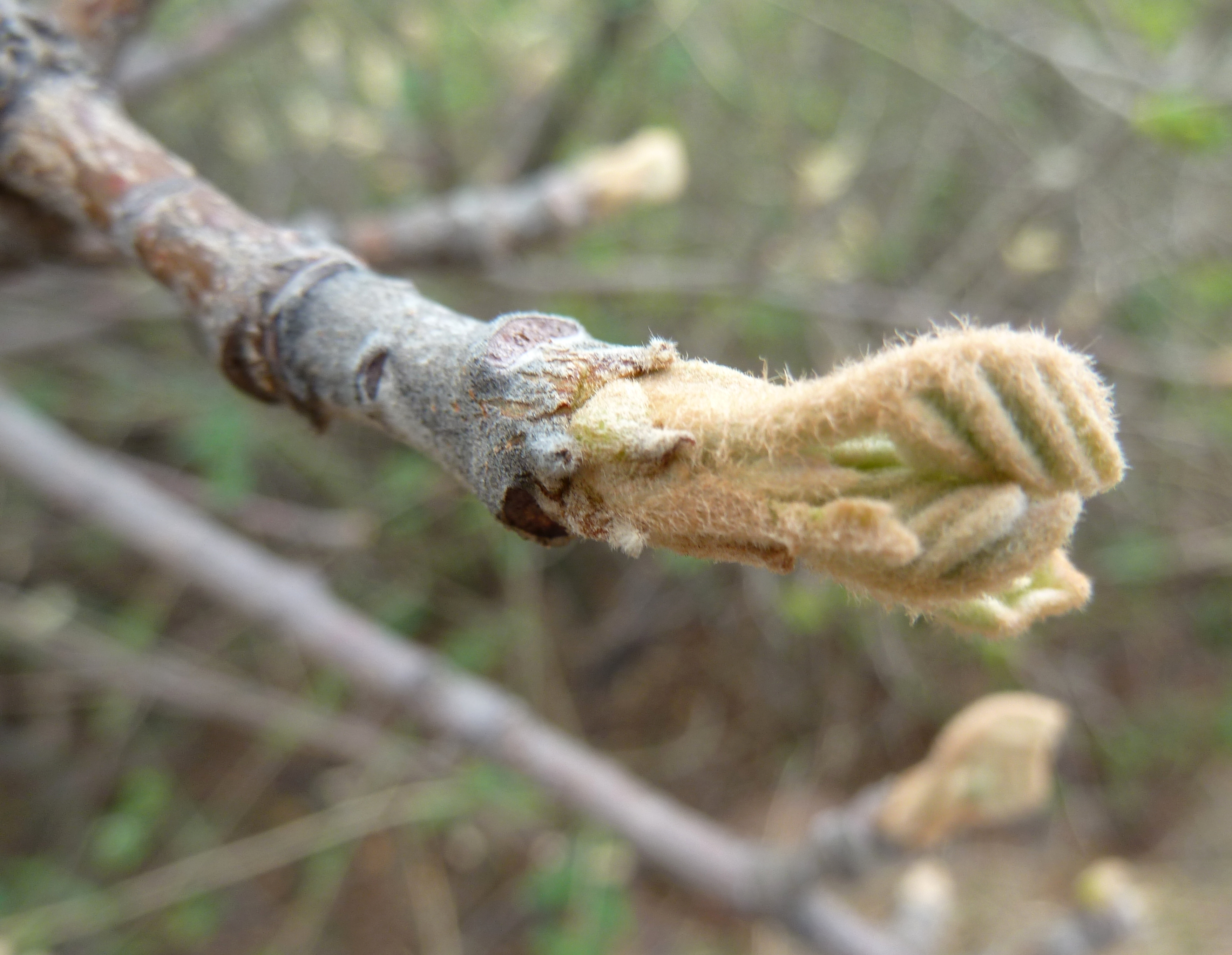
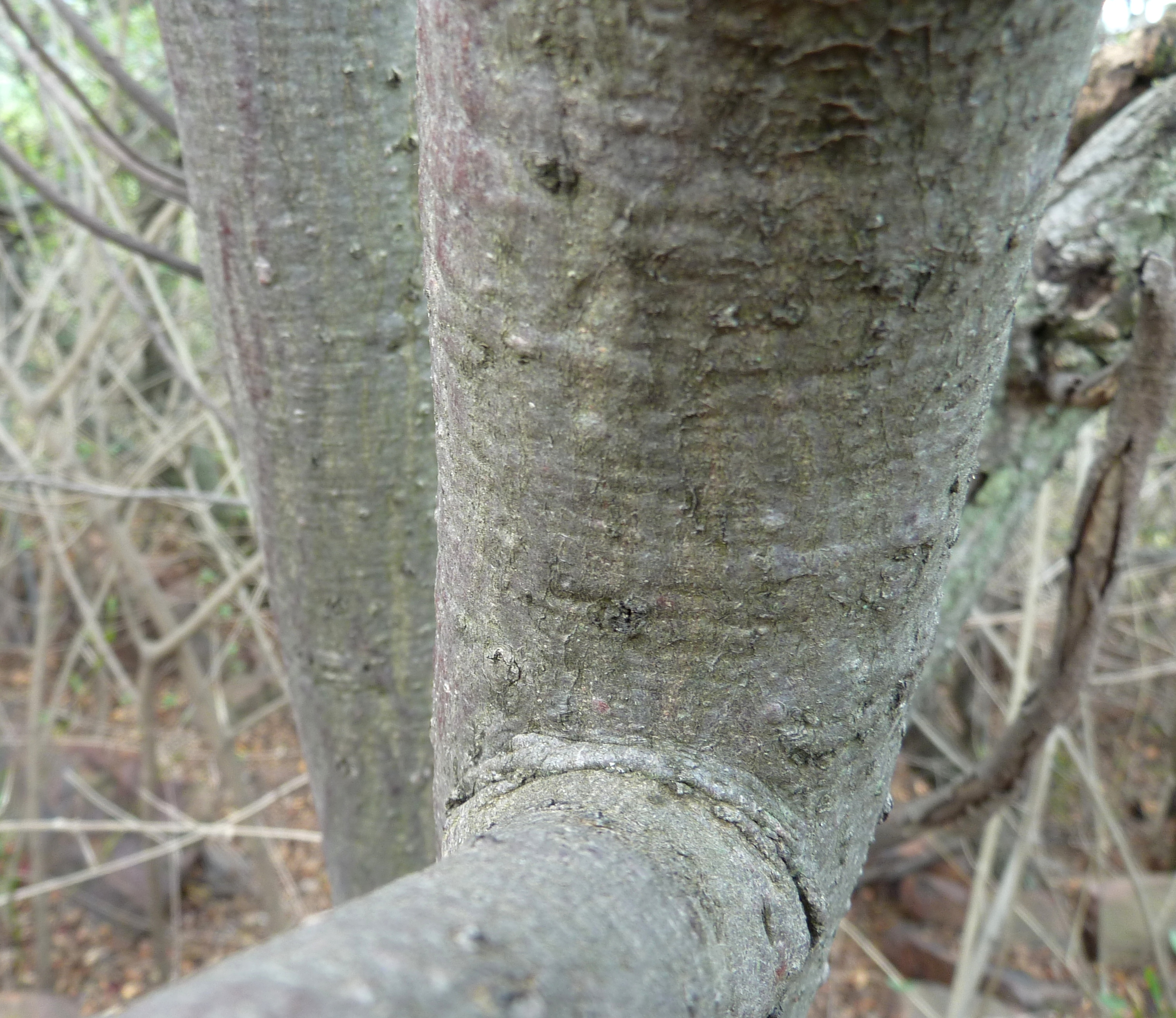